# Haines Falls
Haines Falls est une census-designated place du comté de Greene, dans l'État de New York, aux États-Unis. En 2020, elle compte une population de 249 habitants.